# Novo Hodjovo, Blagoevgrad
Novo Hodjovo (în bulgară Ново Ходжово) este un sat în comuna Sandanski, regiunea Blagoevgrad,  Bulgaria. 

## Demografie
Componența etnică a satului Novo Hodjovo
     Bulgari (95,52%)
     Nicio identificare (4,47%)
     Altele (0%)
La recensământul din 2011, populația satului Novo Hodjovo era de 67 locuitori. Din punct de vedere etnic, majoritatea locuitorilor (95,52%) erau bulgari. Pentru 4,47% din locuitori nu este cunoscută apartenența etnică.